# Ганс-Йоахім Ернст
Ганс-Йоахім Ернст (нім. Hans-Joachim Ernst; 17 серпня 1918, Галле — 2002, Ольденбург) — німецький льотчик і офіцер-підводник, капітан-лейтенант крігсмаріне, фрегаттен-капітан бундесмаріне.

## Біографія
9 жовтня 1937 року вступив на флот. 29 квітня 1940 року відряджений в морську авіацію. Після проходження підготовки льотчика і спостерігача з жовтня 1940 року служив в додатковій групі морської авіації в Кампі. З листопада 1940 року — спостерігач в 3-й і 2-й ескадрильях 406-ї групи берегової авіації. З 1 квітня по 1 липня 1943 року — командир ескадрильї училища морської авіації в Парові.
З 5 липня по 29 грудня 1943 року пройшов курс підводника, з 30 грудня 1943 по 31 січня 1944 року — курс позиціонування (радіовимірювання), з 15 лютого по 31 березня — курс командира підводного човна. 17 квітня 1944 року направлений на будівництво підводного човна U-1022. З 7 червня 1944 року — командир U-1022, на якому здійснив 1 похід (29 січня — 1 квітня 1945), під час якого потопив 2 кораблі загальною водотоннажністю 1720 тонн.
| Дата           | Назва корабля               | Тип               | Тоннаж | Вантаж                                                                               | Екіпаж | Загинули | Країна             | Конвой |
| -------------- | --------------------------- | ----------------- | ------ | ------------------------------------------------------------------------------------ | ------ | -------- | ------------------ | ------ |
| 28 лютого 1945 | Alcedo                      | Торговий пароплав | 1,392  | 1767 тонн припасів армії та флоту США, включаючи 4000 ящиків пива, шоколаду та пошти | 38     | 3        | Панама             | UR-155 |
| 3 березня1945  | HMS Southern Flower (FY332) |                   | 328    |                                                                                      | 26     | 25       | Британська імперія |        |

9 травня 1945 року здався британським військам в Бергені. В січні 1948 року звільнений. Служив в бундесмаріне та силах НАТО.

## Звання
- Кандидат в офіцери (9 жовтня 1937)
- Морський кадет (29 червня 1938)
- Фенріх-цур-зее (1 квітня 1939)
- Оберфенріх-цур-зее (1 березня 1940)
- Лейтенант-цур-зее (1 травня 1940)
- Оберлейтенант-цур-зее (1 квітня 1942)
- Капітан-лейтенант (1 січня 1945)

## Нагороди
- Залізний хрест
  - 2-го класу (січень 1940)
  - 1-го класу (1941)
- Нагрудний знак спостерігача (жовтень 1940)
- Авіаційна планка розвідника
  - в сріблі (1942)
  - в золоті з підвіскою
- Почесний Кубок Люфтваффе (1 лютого 1943)